# Mogofores
Mogofores é uma povoação portuguesa do Município de Anadia que foi sede da Freguesia de Mogofores, freguesia que tinha 2,13 km² de área e 820 habitantes (2011), tendo, por isso, uma densidade populacional de 385 hab./km². 
A Freguesia de Mogofores foi extinta em 2013, no âmbito de uma reforma administrativa nacional, tendo sido agregada à freguesia de Arcos, para formar uma nova freguesia denominada União das Freguesias de Arcos e Mogofores com sede em Arcos.
É atravessada pela Linha do Norte, tendo estação onde param comboios regionais e alguns inter-regionais. A cidade de Anadia fica a poucos quilómetros.
Mogofores é um simpático ponto turístico que atrai visitantes interessados por leitão (prato típico da zona). Constituiu, até ao início do século XIX, o couto de Mogofores. Tinha, em 1801, 240 habitantes.

## População
As pessoas que lá habitam todo o ano são, na maioria, idosos e agricultores. Na faixa etária infanto-juvenil, há uma escassez imensa.
| População da freguesia de Mogofores | População da freguesia de Mogofores | População da freguesia de Mogofores | População da freguesia de Mogofores | População da freguesia de Mogofores | População da freguesia de Mogofores | População da freguesia de Mogofores | População da freguesia de Mogofores | População da freguesia de Mogofores | População da freguesia de Mogofores | População da freguesia de Mogofores | População da freguesia de Mogofores | População da freguesia de Mogofores | População da freguesia de Mogofores | População da freguesia de Mogofores |
| ----------------------------------- | ----------------------------------- | ----------------------------------- | ----------------------------------- | ----------------------------------- | ----------------------------------- | ----------------------------------- | ----------------------------------- | ----------------------------------- | ----------------------------------- | ----------------------------------- | ----------------------------------- | ----------------------------------- | ----------------------------------- | ----------------------------------- |
| 1864                                | 1878                                | 1890                                | 1900                                | 1911                                | 1920                                | 1930                                | 1940                                | 1950                                | 1960                                | 1970                                | 1981                                | 1991                                | 2001                                | 2011                                |
| 299                                 | 409                                 | 513                                 | 507                                 | 622                                 | 738                                 | 859                                 | 882                                 | 1.118                               | 937                                 | 906                                 | 921                                 | 736                                 | 875                                 | 820                                 |

| Distribuição da População por Grupos Etários | Distribuição da População por Grupos Etários | Distribuição da População por Grupos Etários | Distribuição da População por Grupos Etários | Distribuição da População por Grupos Etários | Distribuição da População por Grupos Etários | Distribuição da População por Grupos Etários | Distribuição da População por Grupos Etários | Distribuição da População por Grupos Etários | Distribuição da População por Grupos Etários |
| -------------------------------------------- | -------------------------------------------- | -------------------------------------------- | -------------------------------------------- | -------------------------------------------- | -------------------------------------------- | -------------------------------------------- | -------------------------------------------- | -------------------------------------------- | -------------------------------------------- |
| Ano                                          | 0-14 Anos                                    | 015-24 Anos                                  | 25-64 Anos                                   | > 65 Anos                                    |                                              | 0-14 Anos                                    | 015-24 Anos                                  | 25-64 Anos                                   | > 65 Anos                                    |
| 2001                                         | 136                                          | 99                                           | 466                                          | 174                                          |                                              | 15,5%                                        | 11,3%                                        | 53,3%                                        | 19,9%                                        |
| 2011                                         | 100                                          | 89                                           | 436                                          | 195                                          |                                              | 12,2%                                        | 10,9%                                        | 53,2%                                        | 23,8%                                        |

## História
Foi vila e breve concelho no final da Idade Média e foi um curato da apresentação do prior de S. Paio de Arcos. Na posse da mitra e do cabido conimbricense, embora em separação, aí se formaram prazos familiares, por aforamento desses senhorios.
Recebeu foral de D. Manuel em 12 de Novembro de 1514. Constituiu, até ao início do século XIX, o couto de Mogofores. Em 1801 tinha 240 habitantes. Actualmente tem menos de 1000.

### Toponímia
Mogofores é topónimo de origem árabe, remetendo-se ao nome próprio «Magfur», referente a um latifundiário muçulmano que teria sido o dono da propriedade que viria a tornar-se na actual localidade de Mogofores.
Paralelamente, a tradição popular local preserva uma lenda sobre a etiologia da palavra «Mogofores». A lenda refere que todos os anos, como por encanto, desaparecia uma pessoa da localidade e nunca mais era encontrada. Ora nesses velhos tempos existia em Mogofores uma bruxa que dava pelo nome de Moga. O povo começou a atribuir-lhe o anual desaparecimento de pessoas e, exasperado, grita:
"Moga fora! Moga fora! Moga fora!" o que daria Mogofores.
Se a Moga foi desterrada ou não, a lenda não diz, mas os habitantes fizeram a promessa de ir em peregrinação anual à Senhora do Beco e o desaparecimento deixou de se verificar. Ainda hoje o povo de Mogofores se mantém fiel ao voto dos seus antepassados.

## Património
- Capela de Nossa Senhora da Piedade (no interior da Igreja Paroquial de Nossa Senhora da Conceição)
- Capelas de São Sebastião e Vale de Estêvão
- Santuário de Nossa Senhora Auxiliadora
- Cruzeiro
- Casa setecentista dos Vasconcelos
- Busto do Visconde de Seabra
- Nicho de São João Evangelista
- Quinta do Cruzeiro
- Parque
- Seminário-Colégio de São João Bosco

## Personalidades Ilustres
- D. José Xavier Cerveira e Sousa, falecido em 1862, sacerdote doutor em teologia e lente da Universidade de Coimbra, que foi pároco de algumas freguesias da Bairrada, nomeadamente em Aguada de Cima, concelho de Águeda, e mais tarde bispo de Funchal, Beja e Viseu. O seu túmulo está em Mogofores na Capela dos Pintos junto ao altar da Sra. da Piedade, na Igreja Paroquial.
- António Luís de Seabra, Visconde de Seabra, primeiro visconde deste título. Foi um brilhante jurisconsulto, nascido em 2 de Dezembro de 1798 a bordo da nau Santa Cruz. Foi Par do reino, ministro de Estado, juiz conselheiro do Supremo Tribunal da Justiça, deputado e reitor da Universidade de Coimbra. Simpatizante dos ideais liberais, defendeu-os muitas vezes de armas na mão. Quando se deu a modificação política de 1823 pediu a demissão de juiz de fora em Alfândega da Fé e retirou-se para a casa paterna em Vila Flor, dedicando-se a trabalhos literários, tendo traduzido as Sátiras e Epístolas de Horácio. Em 1825 foi nomeado juiz de fora para Montemor-o-Velho, e no ano seguinte escreveu uma ode dedicada à infanta regente D. Isabel Maria. Quando faleceu na sua quinta de Santa Luzia, em Mogofores, em 29 de Fevereiro de 1895, estava aposentado como juiz conselheiro do Supremo Tribunal de Justiça. O título de visconde foi-lhe concedido pelo rei D. Luís em 25 de Abril de 1865. Em 1952, em Mogofores, foi-lhe prestada grandiosa homenagem e erigido um busto em frente ao Palácio da Justiça e dando à praça o seu nome.
- Manuel Ferreira de Seabra da Mota e Silva, Barão de Mogofores, primo e sogro do Visconde de Seabra, foi o primeiro e único barão deste título. Nasceu em 17 de Novembro de 1786 e faleceu em 21 de Outubro de 1872. Foi Juiz do Supremo Tribunal de Justiça e deputado na legislatura de 1840-1841. Escritor e poeta — publicou várias composições poéticas dedicadas a várias personalidades e poesias dispersas sob o pseudónimo de Elmano Conimbricense. O título foi-lhe concedido em 20 de Maio de 1869 por D. Luís. o Visconde de Mogofores e o Barão do Cruzeiro.
- Francisco Luís Ferreira Tavares foi o primeiro barão do Cruzeiro. Nasceu em Albergaria-a-Velha em 19 de Fevereiro de 1852 e morreu em Mogofores em 13 de Dezembro de 1912. Era abastado proprietário no concelho de Anadia. O título foi-lhe concedido por D. Luís em 28 de Outubro de 1875. O brasão foi-lhe concedido por alvará de 15 de Junho de 1876. Era irmão do Visconde dos Lagos e bisavô do cançonetista e compositor José Cid.
- Albano Coutinho, jornalista e político que foi governador civil de Aveiro, e um dos obreiros entusiastas da estância termal da Cúria,
- José Cid., cançonetista e compositor, bisneto de Albano Coutinho.
- Toni (jogador e treinador de futebol)
- Alberto José dos Santos Ramalheira - Licenciado em Economia pelo Instituto Superior de Ciências Económicas e Financeiras, Secretário Provincial do Governo de Angola, Secretário de Estado do Orçamento em vários Governos depois do 25 de Abril, Administrador do Banco de Portugal e do Montepio Geral. É avô de Francisco Ramalheira, romancista português.
- André Pereira, figura ilustre.